# 地苏河
地苏河，位于中国广西壮族自治区西北部河池市都安瑶族自治县西南部，是西江红水河段左岸支流，发源于都安县东庙乡的岜独，东南流至地苏镇南江村分流成两支，一支东南流注入澄江，另一支向南潜入地下成为暗河，于清水村出露地表后注入红水河。明河段总长29千米，平均比降‰，流域面积1080平方千米。地苏河明暗间流，每年5～10月有水，11月至次年4月断流。